# Zelandobius crawfordi
Zelandobius crawfordi är en bäcksländeart som beskrevs av Mclellan 2008. Zelandobius crawfordi ingår i släktet Zelandobius och familjen Gripopterygidae. Inga underarter finns listade i Catalogue of Life.